# Економіка Уганди
Уганда — аграрна слабкорозвинена країна. Основні галузі промисловості: мідеплавильна, текстильна, цементна, харчова. Транспорт — автомобільний, залізничний, судноплавство по озерах Вікторія і Кьога. Основна залізниця країни зв'язує Кампалу з центром видобутку мідної руди Касесе на заході, містами Джинджа (з мідеплавильним комбінатом) і Тороро на сході і портом Момбаса на узбережжі Індійського океану в Кенії. Єдиний міжнародний аеропорт знаходиться поблизу Кампали в Ентеббе. Діє національна авіакомпанія Uganda Airlines.

## Історія

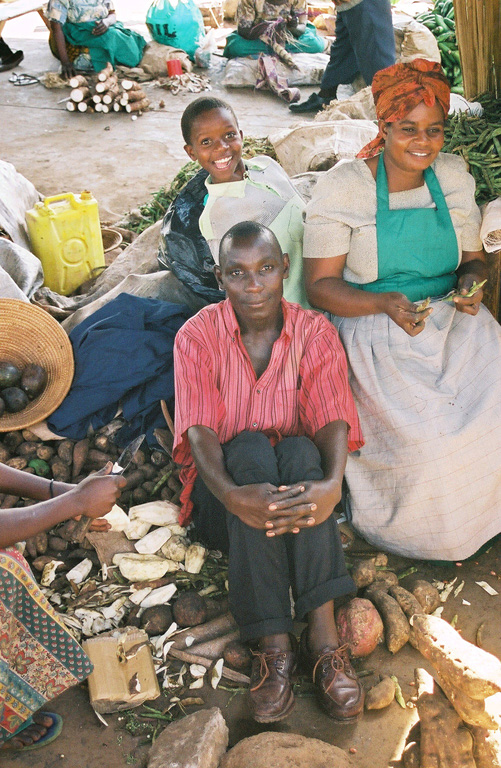
Угандійський ринок в Кампала.

У 1971—1986 національна економіка виявилася зруйнованою згубною політикою військового режиму Аміна і двома війнами, які велися протягом шести років після повалення диктатури. Здійснена в 1972 за наказом Аміна висилка з Уганди індійців, яким належало 90 % підприємств приватного сектора, практично його зруйнувала. Економічне відродження почалося в 1990-ті роки. У 1987 Уганда погодилася на проведення запропонованої Міжнародним банком реконструкції і розвитку програми структурної перебудови економіки. Аж до 1999 уряд загалом дотримувався рекомендацій міжнародних фінансових організацій.
У 1987—1997 Уганда досягла великих економічних успіхів: середньорічний приріст ВВП був на рівні 6 %. У 1997 ВВП Уганди склав бл. 6,5 млрд дол., а річний прибуток на душу населення — 320 дол., що з урахуванням купівельної здатності перевищувало 1500 дол. Частка грошового прибутку становила 77 % ВВП. Завдяки суворій і послідовній економічній політиці річна інфляція знизилася з 200 % в 1988 до 6-10 % в середині 1990-х років. Значним стимулом для інвестицій в товарне сільськогосподарське виробництво в 1990-ті роки стала програма дорожнього будівництва. До 1999 країна наблизилася і навіть перевершила рівень виробництва сільськогосподарських культур (за винятком бавовнику), досягнутий в 1972.
За даними [Index of Economic Freedom, The Heritage Foundation, U.S.A. 2001]: ВВП — $ 6,9 млрд. Темп зростання ВВП — 5,6 %. ВВП на душу населення — $332. Прямі закордонні інвестиції — $ 158 млн. Імпорт — $ 1,4 млрд. (г.ч. Кенія −39 %; Велика Британія — 9,4 %; Індія — 5,5 %; Франція — 4,2 %; США — 3,6 %). Експорт — $ 0.951 млрд. (г.ч. Іспанія — 13 %; Німеччина — 12 %; Бельгія −11 %; Нідерланди — 7,4 %; Угорщина — 7,4 %).

## Сільське господарство
Основною галуззю економіки Уганди є сільське господарство. За винятком цукрової тростини, що вирощується на плантаціях, всі інші культури обробляються в дрібних селянських господарствах. Основні сільськогосподарські культури — банани на півдні і заході, просо або кукурудза — на заході, півночі і південному сході, маніок — на північному заході. Повсюдно вирощують батат, сорго, бобові. Каву культивують переважно в центральних і західних областях країни. У 1996 був зафіксований рекордний обсяг експорту цієї культури — 250 тис. т. В 1997 було експортовано 18,3 тис. т чаю. Основний район виробництва чаю — захід Уганди. У тому ж році експорт тютюну, що обробляється на північному заході, становив 9,2 тис. т. З 1987 по 1997 частка сільського господарства в ВВП скоротилася з 55 % до 43 %. Частка продовольчих культур в загальному обсязі сільськогосподарського виробництва в 1997 становила 58 %. Експорт сільськогосподарської продукції, риби і шкур в тому ж році забезпечив країні бл. 90 % валютних надходжень.

## Промисловість
Слабкорозвинутій обробній промисловості Уганди був нанесений значний збиток в роки внутрішньополітичної нестабільності. Незважаючи на зростання продукції обробної промисловості в 1987—1997 з 5 % до 9 %, вона як і раніше становить незначну частину ВВП. Країна ввозить більшу частину промислових товарів. Економіка Уганди вельми вразлива і залежить від світових цін на товари, які вона експортує та імпортує. Найбільш великі підприємства — фабрики по переробці сільськогосподарської продукції: кави, чаю, цукру, тютюну, харчових масел, зернової, молока і бавовни. Крім того, є з виробництва по виробництву пива і прохолодних напоїв, автоскладальні цехи, текстильні фабрики, міделиварний і сталепрокатний заводи, підприємства по виробництву цементу, мила, взуття, меблів і кормів для тварин. Робота багатьох підприємств дезорганізована через відсутність запасних частин, перебої в постачанні сировини, незадовільної роботи транспорту і низької продуктивності праці. У кінці ХХ ст. спостерігається пожвавлення текстильної промисловості.

## Енергетика
Бл. 90 % енергетичних потреб населення і дрібних підприємств країни задовольняються за рахунок деревини, переважно деревного вугілля. У 1999 потужність ГЕС на Оуе-Фолс була збільшена з 180 до 240 тис. кВт. У 1996 через зменшення внутрішнього попиту на електроенергію вона була знижена до 60 тис. кВт. Країна експортує частину ґенерованої електроенергії. Експорт її в 1999 становив US$13.8 млн, а в 2001 — US$17 млн.